# Pollock Pines
Pour les articles homonymes, voir Pollock.
Pollock Pines est une census-designated place du comté d'El Dorado, en Californie, aux États-Unis, située dans la Sierra Nevada. Sa population s’élevait à 6 871 habitants lors du recensement de 2010.

## Démographie
| 2000  | 2010  | - | - | - | - |
| ----- | ----- | - | - | - | - |
| 6 173 | 6 871 | - | - | - | - |